# Frasera gypsicola
Frasera gypsicola är en gentianaväxtart som först beskrevs av Rupert Charles Barneby, och fick sitt nu gällande namn av D. M. Post. Frasera gypsicola ingår i släktet Frasera och familjen gentianaväxter. Inga underarter finns listade i Catalogue of Life.